# Douds
Douds is een plaats (census-designated place) in de Amerikaanse staat Iowa, en valt bestuurlijk gezien onder Van Buren County.

## Demografie
Bij de volkstelling in 2000 werd het aantal inwoners vastgesteld op 165.

## Geografie
Volgens het United States Census Bureau beslaat de plaats een oppervlakte van 5,9 km², waarvan 5,7 km² land en 0,2 km² water. Douds ligt op ongeveer 192 m boven zeeniveau.

## Plaatsen in de nabije omgeving
De onderstaande figuur toont nabijgelegen plaatsen in een straal van 16 km rond Douds.